# Blepharipa manipurensis
Blepharipa manipurensis là một loài ruồi trong họ Tachinidae.